# Ткаченко Петро Григорович
Петро Григорович Ткаченко (нар. 1915, Горлівка, Бахмутський повіт, Катеринославська губернія, Російська імперія) — український радянський футболіст, захисник.

## Життєпис
Виступав за команду «Вуглярі» / «Стахановець» / «Шахтар» Сталіно (1936-1937, 1945-1947) і клуби Ташкента «Динамо» (1939-1940) і БО (1950-1953).
Півфіналіст Кубку СРСР 1939 року.